# 퍼플 스톰
《퍼플 스톰》(紫雨風暴, Purple Storm)은 홍콩에서 제작된 진덕삼 감독의 1999년 영화이다. 오언조 등이 주연으로 출연하였고 장징 등이 제작에 참여하였다.

## 출연

### 주연
- 오언조
- 감국량
- 주화건
- 조시 호
- 조안 첸
- 이기홍

### 조연
- 황젠신
- 담요문
- 당문룡
- 모제스 찬
- 무기

## 기타
- 미술: 맥국강
- 의상: 오리로
- 무술감독: 동위